# Лев (Макконен)
Архиепи́скоп Ле́в (фин. Arkkipiispa Leo, в миру Ле́о Ма́кконен, фин. Leo Makkonen; род. 4 июня 1948, Пиелавеси, Куопио) — епископ Константинопольского патриархата на покое; предстоятель Финляндской архиепископии (2001—2024).

## Биография
Родился 4 июня 1948 года в Пиелавеси, в Финляндии, в православной карельской семье.
В 1967 году окончил среднюю школу в Пиелавеси, а в 1972 году — православную духовную семинарию в Куопио. Позднее, в 1995 году получил степень бакалавра и степень магистра богословия в университете Йоэнсуу.
20 июля 1973 года был хиротонисан во диакона, а 22 июля 1973 года — во пресвитера.
С 1972 по 1973 годы работал учителем Закона Божиего в восточно-карельской народной школе, а позднее — в школе Иломантси.
В 1973 году избран настоятелем прихода св. мученицы царицы Александры в Турку, где служил до 1979 года.
С 1975 года был членом Синода Финляндской архиепископии, а с 1980 года — членом Церковного Совета архиепископии.

### Епископское служение
В 1979 году овдовел. 25 февраля 1979 года в Никольском соборе города Куопио хиротонисан во епископа Йоэнсууйского, викария Карельской епархии. Хиротонию совершили: архиепископ Карельский и Финляндский Павел (Олмари), митрополит Швейцарский Дамаскин (Папандреу), митрополит Хельсинкский Иоанн (Ринне) и епископ Выборгский Кирилл (Гундяев). 1 марта 1979 года состоялась его интронизация и вступление в должность.
В том же 1979 году был избран митрополитом епархии Оулу. Вступление в должность состоялось 1 января 1980 года.
С 14 мая 1996 по 27 октября 2001 года был управляющим Хельсинкской митрополии.

### Служение предстоятеля
25 октября 2001 года на Церковном соборе Финляндской архиепископии был избран предстоятелем с титулом архиепископа Карельского и Финляндского. 27 октября того же года утверждён в должности Священным синодом Константинопольского патриархата.
16 декабря 2001 года в Спасо-Преображенском соборе Ново-Валаамского монастыря состоялась его интронизация, в которой участвовали представители Поместных православных церквей, присутствовали президент Финляндии Тарья Халонен, министр культуры Суви Линден, представители дипломатического корпуса, в том числе посол Российской Федерации в Финляндии Александр Пацев, другие официальные лица, а также представители инославных Церквей Финляндии.
Стал вторым (после архиепископа Германа (Аава)) предстоятелем Финляндской архиепископии из числа вдового духовенства. Имеет дочь, которую после многолетнего перерыва увидел в 2005 году в момент, когда она венчалась в Успенском соборе в Хельсинки.
В 2008 году в период празднования своего 60-летия освятил в родном Пиелавеси православную часовню, построенную в значительной степени на личные средства.
3 февраля 2009 года в Патриаршей резиденции в Чистом переулке встречался с новоизбранным Патриархом Московским и всея Руси Кириллом.
22 февраля 2015 года, в интервью газете Savon Sanomat, заявил, что одной из своих заслуг считает договорённость с патриархом Кириллом о прекращении увеличения численности приходов Московского патриархата в Финляндии.
10 октября 2017 года коллегия Церковного управления одобрила вынесение вопроса о переносе архепископской кафедры из Куопио в Хельсинки на рассмотрение делегатов Поместного собора, который состоялся 27—29 ноября 2017 года. Собор одобрил перенесение кафедры предстоятеля в Хельсинки начиная с 1 января 2018 года.

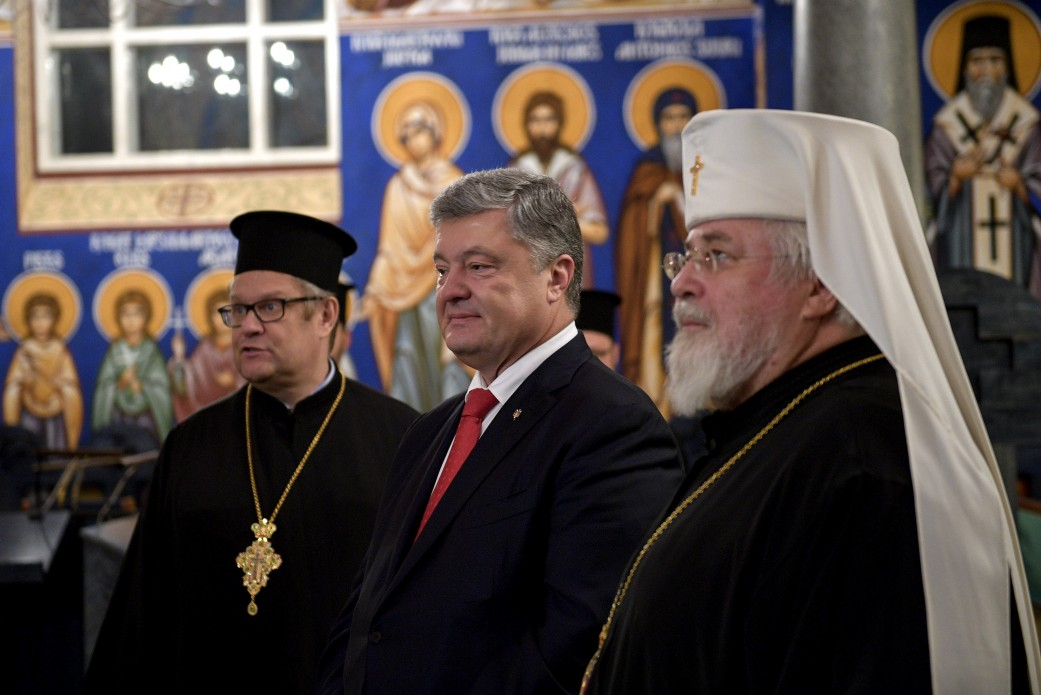
На встрече с Петром Порошенко 7 ноября 2018 года

Является председателем Общества карельского языка, которое в 2015 году опубликовало поэтический сборник архиепископа Льва на карельском и финском языках — «Selfie». Проводит активную экуменическую политику.
7 ноября 2018 года на встрече с президентом Украины Петром Порошенко, по сообщениям официального сайта президента Украины, архиепископ Лев поддержал предоставление автокефалии Православной церкви Украины: «Украинцы имеют право создать собственную церковь, как было право у финнов 100 лет тому назад». Позднее представитель Финляндской церкви диакон Владимир Сократилин дезавуировал высказывание предстоятеля, уточнив, что встреча носила закрытый, неофициальный характер и не предполагала официальных заявлений.
С 1 декабря 2024 года на покое, после утверждения синодом Константинопольского патриархата нового предстоятеля Финской автономной церкви.

## Критика
Призыв архиепископа Льва к интенсивной интеграции в православные приходы лиц с нетрадиционной сексуальной ориентацией активно обсуждался мировым православным сообществом.
Постановление архиепископа Льва о временном (до окончания срока действия мандата европарламентария) запрещении в священнослужении протоиерея Митро Репо, победившего на выборах в Европарламент, разделило православное сообщество Финляндии на два лагеря.

## Награды
- 2004 — почётный доктор (honoris causa) Университета Йоэнсуу.
- 2005 — почётный доктор (honoris causa) Свято-Сергиевского богословского института в Париже[17].
- 2006 — Орден Льва Финляндии Командорский крест I класса[18].
- 2008 — крест Святого Хенрика[фин.][19] (Финская евангелическо-лютеранская церковь).
- Орден князя Ярослава Мудрого V степени («за значительный личный вклад предстоятеля Финляндской Автономной Православной Церкви в развитие духовности, многолетнюю церковную деятельность…»; указ президента Виктора Ющенко от 5 мая 2009 года[20])
- Орден Святого Платона 3 класса (Эстонская апостольская православная церковь).
- Орден Святого апостола Марка II степени (Александрийский патриархат).
- Орден Святой равноапостольной Марии Магдалины II степени (Польская православная церковь).
- Орден Белой розы Финляндии 3-й степени
- Золотая медаль апостола Варнавы (Кипрская православная церковь).
- Орден святого благоверного князя Даниила Московского II степени (4 июня 2018, «в связи с 70-летием со дня рождения»[21]).